# 戸田山雅司
戸田山 雅司（とだやま まさし、1962年4月29日 - ）は、日本の脚本家。

## 人物
東京都生まれ。麹町小学校、麻布中学校・高等学校、早稲田大学第一文学部卒。早大在学中から、劇団「第三舞台」に参加。以降、鴻上尚史の演出助手として数多くの公演に携わる。
ドラマ脚本のデビューは、1989年に放送された深夜番組『奇妙な出来事』。その後、多数のドラマ脚本を手がける。代表作に『世にも奇妙な物語』シリーズ、『相棒』シリーズ、『科捜研の女』シリーズ、『ズッコケ三人組』シリーズ、『つばさ』などがある。

## 作品

### テレビドラマ
- 奇妙な出来事（1989年）
- 世にも奇妙な物語
  - 「噂のマキオ」「超・能・力!」「ミッドナイトコール」（1990年）
  - 「テレフォンカード」「プリズナー」「偶然やろ?」「笑う女」「ユリコちゃん」「残像」「STILL」「バーチャル・リアリティ」（1991年）
  - 「38′25″」「笑いの天才」「ロンドンは作られていない」（1992年）
  - 「非常識宴会」（1993年）
  - 「言葉の戦争」「ふたり」「君だけに愛を」（1994年）
  - 「笑う頭脳」「23歳の老人」（1995年）
  - 「熊の木本線」「公園デビュー」（1996年）
  - 「くしゃみ」（1998年）
- 悪いこと（監修兼脚本・1992年）
- ボクたちのドラマシリーズ 放課後（1992年）
- ビーナスハイツ（1992年）
- 大人は判ってくれない（シリーズ構成・1992年）
- if もしも（1993年）
- じゃじゃ馬ならし（1993年）
- 17才-at seventeen-（1994年）
- お金がない!（1994年）
- 正義は勝つ（1995年）
- 結婚しようよ（1996年）
- こんな私に誰がした（1996年）
- それが答えだ!（1997年）
- ズッコケ三人組（1999年）
  - ズッコケ三人組2（1999年）
  - ズッコケ三人組3（2001年）
  - 新・ズッコケ三人組（2002年）
- 安楽椅子探偵シリーズ（1999年）
- ショカツ（2000年）
- 科捜研の女（2001年～）
- ロッカーのハナコさん（2002年）
  - 帰ってきたロッカーのハナコさん（2003年）
- えなりかずきの少年探偵 事件でござる（2003年）
- マルサ!!東京国税局査察部（2003年）
- 天使みたい（2003年）
- 異議あり!女弁護士大岡法江（2004年）
- オーダーメイド～幸せ色の紳士服店～（2004年）
- ミステリー民俗学者 八雲樹（2004年）
- 相棒シリーズ（2005年 - 2014年、テレビ朝日） 
  - season4（2005年 - 2006年）第12話「緑の殺意」
  - season5（2006年 - 2007年）第4話「せんみつ」、第10話「名探偵登場」、第17話「女王の宮殿」、第18話「殺人の資格」
  - season6（2007年 - 2008年）第2話「陣川警部補の災難」、第3話「蟷螂たちの幸福」、第10話「寝台特急カシオペア殺人事件!」（元日スペシャル）、第16話「悪女の証明」
  - 裏相棒（2008年）
  - season8（2009年 - 2010年）第4話「錯覚の殺人」、第11話「特命係、西へ!」（元日スペシャル）、第15話「狙われた刑事」
  - season9（2010年 - 2011年）第1話「顔のない男」、第2話「顔のない男〜贖罪」、第9話「予兆」、第12話「招かれざる客」、第16話「監察対象 杉下右京」、第17話「陣川警部補の活躍」、最終話「亡霊」（輿水泰弘と共同）
  - season10（2011年 - 2012年）第5話「消えた女」、第6話「ラスト・ソング」、第11話「名探偵再登場」、第16話「宣誓」
  - season11（2012年 - 2013年）第2話「オークション」、第12話「オフレコ」
  - season12（2013年 - 2014年）第4話「別れのダンス」、第8話「最後の淑女」、第16話「聞きすぎた男」
- ブランド刑事（2006年 - 2008年）
- 姿三四郎（2007年）
- つばさ（2009年）
- ヤアになる日〜鳥羽・答志島パラダイス〜（2012年）
- 土曜ワイド劇場 スペシャリスト（2013年 - 2015年、テレビ朝日）
  - 連続ドラマ スペシャリスト（2016年、テレビ朝日）
- 土曜ワイド劇場「セイアン〜生活安全特捜隊」（2014年）
- 連続ドラマW しんがり 山一證券 最後の聖戦（2015年9月20日 - 10月25日、WOWOW）
- 冬芽の人（2017年4月5日、テレビ東京）
- 連続ドラマW 石つぶて～外務省機密費を暴いた捜査二課の男たち～（2017年11月5日 - 12月24日、WOWOW）
- 刑事ゼロ（テレビ朝日）
  - 連続ドラマ（2019年1月10日 - 3月14日）
  - スペシャル（2019年9月15日）
  - スペシャル2（2020年6月7日）
- 連続ドラマW トッカイ〜不良債権特別回収部〜（2021年1月17日 - 4月4日、WOWOW）
- IP〜サイバー捜査班（2021年、テレビ朝日）
- 嫌われ監察官 音無一六（2022年、テレビ東京）
- ガラパゴス（2023年、NHK BSプレミアム・NHK BS4K）
- 法廷のドラゴン（2025年、テレビ東京）

### 映画
- 7月7日、晴れ（1996年）
- シャ乱Qの演歌の花道（1997年）※斉藤ひろしと共同
- メッセンジャー（1999年）
- サトラレ TRIBUTE to a SAD GENIUS（2001年）
- 阿修羅城の瞳（2005年）※川口晴と共同
- UDON（2006年）
- 相棒 -劇場版- 絶体絶命! 42.195km 東京ビッグシティマラソン（2008年）
- DIVE!!（林民夫と共同）（2008年）
- 相棒 -劇場版II- 警視庁占拠! 特命係の一番長い夜（2010年）※輿水泰弘と共同

### 配信ドラマ
- 相棒 -劇場版III- 序章（2014年）

### 舞台
- 犬夜叉（2000年・2002年再演）